# Waematau reinga
Waematau reinga är en kräftdjursart som beskrevs av Duncan 1994. Waematau reinga ingår i släktet Waematau och familjen tångloppor. Inga underarter finns listade i Catalogue of Life.